# Didi Conn
Didi Conn, pseudonimo di Edith Bernstein (New York, 13 luglio 1951), è un'attrice statunitense.

## Biografia
Dopo aver frequentato il liceo di Midwood, ha studiato mimica con Tony Montanaro nei primi anni della sua scuola di mimica.
Ha un fratello minore, il baritono e famoso cantante lirico Richard Bernstein.
Nota per la parte di Frenchie nel musical Grease (1978), accanto a John Travolta ed Olivia Newton-John, voleva interpretare il ruolo di Rizzo, ma i produttori dissero che era perfetta per la parte di Frenchie.
Fu anche presa in considerazione per la parte di Olivia Oyl nel film Popeye - Braccio di ferro (1980).
È stata sposata dal 1975 al 1978 con l'attore Frank Conn.
Dal 1984 è sposata con il musicista David Shire da cui ha avuto un figlio, Danny, nato nel 1992.

## Filmografia parziale

### Cinema
- Tu accendi la mia vita (You Light Up My Life), regia di Joseph Brooks (1977)
- Raggedy Ann & Andy: A Musical Adventure, regia di Richard Williams (1977)
- Grease - Brillantina (Grease), regia di Randal Kleiser (1978)
- Grease 2, regia di Patricia Birch (1982)
- Frida, regia di Julie Taymor (2002)

### Televisione
- Buongiorno, dottor Bedford (The Practice) – serie TV, 27 episodi (1976-1977)
- Happy Days – serie TV, episodio 2x22 (1975)
- The Magic Show, regia di Norman Campbell – film TV (1983)
- Autostop per il cielo (Highway to Heaven) – serie TV, episodi 3x14-3x24 (1987)
- Blue Bloods – serie TV, episodio 12x15 (2022)
- Shelter (Harlan Coben's Shelter) – serie TV, 6 episodi (2023)
- Étoile – serie TV, episodio 1x02 (2025)
- Overcompensating - L'inganno (Overcompensating) – serie TV, episodi 1x02-1x06 (2025)

## Doppiatrici italiane
- Liliana Sorrentino in Grease (ed. 1978)
- Giò Giò Rapattoni in Grease (ed. 2002)
- Tiziana Avarista in Shelter